# Décès en septembre 2015
Décès
- 2011
- 2012
- 2013
- 2014
- 2015
- 2016
- 2017
- 2018
- 2019

Pour une information complémentaire, voir la page d'aide.

| Date          | Nom                               | Activités | Âge   | Source |
| ------------- | --------------------------------- | --- | ----- | ------ |
| 1er septembre | Belkacem Bouteldja                | Chanteur algérien de raï. | 68    |        |
| 1er septembre | Gurgen Dalibaltayan               | Militaire de l'armée soviétique, puis de l'armée arménienne.                                                                           | 89    | (en)   |
| 1er septembre | Dean Jones                        | Acteur américain. | 84    |        |
| 1er septembre | Jiří Louda                        | Bibliothécaire, peintre héraldiste et militaire tchèque.                                                                               | 94    | (cs)   |
| 1er septembre | Jacqueline Massabki               | Avocate et journaliste libanaise. |       |        |
| 1er septembre | Takuma Nakahira                   | Photographe et critique photographique japonais.                                                                                       | 77    | (es)   |
| 2 septembre   | Boudjemaâ El Ankis                | Chanteur algérien de chaâbi. | 88    | (en)   |
| 2 septembre   | Charles Kumi Gyamfi               | Footballeur ghanéen. | 85    | (en)   |
| 2 septembre   | Piero Livi                        | Réalisateur et scénariste italien. | 90    | (it)   |
| 2 septembre   | Denis Roche                       | Écrivain et éditeur français. | 77    |        |
| 3 septembre   | Judy Carne                        | Actrice britannique. | 76    | (en)   |
| 3 septembre   | Alan Kurdi                        | Exilé syrien. | 3     |        |
| 3 septembre   | John Noah                         | Hockeyeur sur glace américain, médaillé d'argent aux Jeux olympiques d'hiver de 1952.                                                  | 87    | (en)   |
| 3 septembre   | Jean-Luc Préel                    | Homme politique français. | 74    |        |
| 4 septembre   | Chandra Bahadur Dangi             | Personnalité népalaise, être humain adulte le plus petit du monde et de l'histoire.                                                    | 75    |        |
| 4 septembre   | Antonio Ciciliano                 | Marin italien, médaillé de bronze aux Jeux olympiques d'été de 1960.                                                                   | 82    | (it)   |
| 4 septembre   | Sylvie Joly                       | Actrice et humoriste française. | 80    |        |
| 4 septembre   | Max Kruse                         | Écrivain allemand. | 93    | (de)   |
| 4 septembre   | Warren Murphy                     | Écrivain américain. | 81    | (en)   |
| 4 septembre   | Rico Rodriguez                    | Tromboniste jamaïcain. | 80    | (en)   |
| 5 septembre   | Ilja Bergh                        | Pianiste et compositeur danois. | 88    | (da)   |
| 5 septembre   | Willi Fuggerer                    | Coureur cycliste allemand, médaillé de bronze aux Jeux olympiques d'été de 1964.                                                       | 73    | (de)   |
| 5 septembre   | Setsuko Hara                      | Actrice japonaise. | 95    | (en)   |
| 5 septembre   | Jacques Israelievitch             | Violoniste français. | 67    | (en)   |
| 5 septembre   | Jean Roussel                      | Avocat et homme politique français. | 92    |        |
| 5 septembre   | Fagaoalii Satele Sunia            | Militante pour l'alphabétisation aux Samoa américaines                                                                                 | 69    | (en)   |
| 5 septembre   | Peter Sutton (en)                 | Prélat catholique canadien. | 80    | (en)   |
| 6 septembre   | Bastien Damiens                   | Kayakiste français. | 20    |        |
| 6 septembre   | Martin Milner                     | Acteur américain. | 83    |        |
| 6 septembre   | Peter Brett Walker                | Officier britannique de la Royal Air Force puis lieutenant-gouverneur de Guernesey.                                                    | 65    | (en)   |
| 7 septembre   | Ivan De Ferm                      | Footballeur belge | 76    |        |
| 7 septembre   | Dickie Moore                      | Acteur américain. | 89    | (en)   |
| 7 septembre   | Candida Royalle                   | Actrice américaine de films pornographiques.                                                                                           | 64    | (en)   |
| 7 septembre   | Voula Zouboulaki                  | Actrice grecque. | 90    | (en)   |
| 8 septembre   | Joaquín Andújar                   | Joueur dominicain de baseball. | 62    | (en)   |
| 8 septembre   | Basil H. Johnston                 | Romancier canadien. | 86    | (en)   |
| 8 septembre   | Ferenc Kiss                       | Lutteur hongrois, médaillé de bronze aux Jeux olympiques d'été de 1972.                                                                | 73    | (hu)   |
| 9 septembre   | Fred Deux                         | Dessinateur et écrivain français. | 91    |        |
| 9 septembre   | Gabriel Fragnière                 | Philosophe suisse. | 81    | (en)   |
| 10 septembre  | Adrian Frutiger                   | Typographe suisse, créateur de polices de caractères.                                                                                  | 87    |        |
| 10 septembre  | Ihab Hassan                       | Théoricien littéraire égyptien. | 89    | (en)   |
| 10 septembre  | Franco Interlenghi                | Acteur italien. | 83    | (it)   |
| 10 septembre  | Cosmas Koroneos                   | Dramaturge grec. | 82    |        |
| 10 septembre  | Antoine Lahd                      | Commandant libanais de l'Armée du Liban Sud (1984-2000).                                                                               | 88    |        |
| 10 septembre  | Gert Wilden                       | Compositeur de musique de films allemand.                                                                                              | 98    | (en)   |
| 12 septembre  | Frank D. Gilroy                   | Écrivain, dramaturge, scénariste, réalisateur américain et producteur de cinéma.                                                       | 89    | (en)   |
| 12 septembre  | Ron Springett                     | Footballeur anglais, champion du monde en 1966.                                                                                        | 80    |        |
| 13 septembre  | Jean-Christophe Ammann (de)       | Historien de l'art et commissaire d'exposition suisse.                                                                                 | 76    | (de)   |
| 13 septembre  | Stanley Hoffmann                  | Universitaire et politologue américain, spécialiste des relations internationales.                                                     | 86    |        |
| 13 septembre  | Moses Malone                      | Basketteur américain. | 60    |        |
| 13 septembre  | Georges de Paris                  | Tailleur français naturalisé américain, préposé officieux à l'habillage des présidents américains (1963-2014).                         | 81    |        |
| 13 septembre  | Carl Schorske                     | Historien et professeur émérite américain.                                                                                             | 100   | (de)   |
| 14 septembre  | Iouri Afanassiev                  | Historien et homme politique soviétique puis russe.                                                                                    | 81    |        |
| 14 septembre  | Fred DeLuca                       | Homme d'affaires américain, cofondateur des franchises de restauration rapide Subway (1965).                                           | 67    |        |
| 14 septembre  | György Mészáros                   | Kayakiste hongrois, médaillé d'argent aux Jeux olympiques d'été de 1960.                                                               | 82    | (hu)   |
| 14 septembre  | Corneliu Vadim Tudor              | Homme politique roumain. | 65    |        |
| 15 septembre  | Deborah Asnis                     | Spécialiste américaine des maladies infectieuses.                                                                                      | 59    | (en)   |
| 15 septembre  | Harry Zvi Lipkin                  | Physicien israélien. | 94    | (en)   |
| 15 septembre  | José María Ortiz de Mendíbil      | Arbitre de football espagnol. | 89    | (es)   |
| 15 septembre  | Bernard Van De Kerckhove          | Coureur cycliste belge. | 74    |        |
| 15 septembre  | Mihai Volontir                    | Acteur soviétique puis moldave. | 81    | (ro)   |
| 16 septembre  | Christophe Agou                   | Photographe français. | 46    | (en)   |
| 16 septembre  | Marc Betton                       | Comédien français. | 70    |        |
| 16 septembre  | Guy Béart                         | Auteur-compositeur-interprète français.                                                                                                | 85    |        |
| 16 septembre  | Bob Cleary                        | Hockeyeur sur glace américain, champion aux Jeux olympiques d'hiver de 1960.                                                           | 87    | (en)   |
| 16 septembre  | Kurt Oppelt                       | Patineur artistique autrichien. | 83    | (de)   |
| 16 septembre  | Keith Remfry                      | Judoka britannique, médaillé d'argent aux Jeux olympiques d'été de 1976.                                                               | 67    | (en)   |
| 16 septembre  | Ton van de Ven                    | Designer industriel néerlandais. | 71    | (nl)   |
| 17 septembre  | Valeria Cappellotto               | Coureuse cycliste italienne. | 45    | (it)   |
| 17 septembre  | Dettmar Cramer                    | Joueur puis entraîneur allemand de football.                                                                                           | 90    |        |
| 17 septembre  | Milo Hamilton                     | Commentateur sportif américain. | 88    | (en)   |
| 17 septembre  | D.M. Marshman Jr.                 | Scénariste américain. | 92    | (en)   |
| 17 septembre  | Nelo Risi                         | Poète, réalisateur, scénariste et traducteur italien, frère de Dino Risi.                                                              | 95    | (it)   |
| 17 septembre  | Bruno Tommasi (it)                | Prélat catholique italien. | 85    | (it)   |
| 17 septembre  | David Willcocks                   | Chef d'orchestre, compositeur, organiste et chef de chœur britannique.                                                                 | 95    | (en)   |
| 18 septembre  | Jean-Loup Lafont                  | Animateur de radio et de télévision français.                                                                                          | 75    |        |
| 18 septembre  | Simone Roger-Vercel               | Femme de lettres française. | 92    |        |
| 18 septembre  | Freddy Ternero                    | Footballeur puis entraîneur péruvien.                                                                                                  | 53    | (es)   |
| 19 septembre  | Rachid ben Mohammed Al Maktoum    | Prince et homme politique dubaïote. | 33    | (en)   |
| 19 septembre  | Jackie Collins                    | Romancière britanno-américaine, sœur de Joan Collins.                                                                                  | 77    |        |
| 19 septembre  | Georg Eder (de)                   | Prélat catholique autrichien. | 87    | (de)   |
| 19 septembre  | Todd Ewen                         | Hockeyeur sur glace canadien. | 49    |        |
| 19 septembre  | Moe Mantha                        | Hockeyeur sur glace canadien. | 81    | (en)   |
| 19 septembre  | Masajuro Shiokawa                 | Homme politique japonais. | 93    | (en)   |
| 19 septembre  | Herschel Silverman                | Poète beat américain. | 89    | (en)   |
| 19 septembre  | Walter Young                      | Joueur de baseball américain. | 35    | (en)   |
| 19 septembre  | Robert Zellinger de Balkany       | Homme d'affaires et promoteur immobilier français.                                                                                     | 84    |        |
| 20 septembre  | Mario Caiano                      | Réalisateur et scénariste italien. | 82    | (it)   |
| 20 septembre  | Jack Larson                       | Acteur américain. | 87    |        |
| 20 septembre  | Giovanni De Vivo (it)             | Prélat catholique italien. | 75    | (it)   |
| 20 septembre  | C.K. Williams                     | Poète américain. | 78    |        |
| 21 septembre  | Carmen Balcells                   | Éditrice et agent littéraire espagnole.                                                                                                | 85    |        |
| 21 septembre  | Victor Démé                       | Chanteur burkinabé. | 52-53 |        |
| 21 septembre  | Ivan Dvorny                       | Basketteur soviétique, champion aux Jeux olympiques d'été de 1972.                                                                     | 63    | (ru)   |
| 21 septembre  | Raphael Michael Fliss (en)        | Prélat catholique américain. | 84    | (en)   |
| 21 septembre  | Yoram Gross                       | Réalisateur australie de dessin animén, d'origine polonaise.                                                                           | 88    | (en)   |
| 21 septembre  | Vasily Ilyin                      | Handballeur soviétique, champion aux Jeux olympiques d'été de 1976.                                                                    | 66    | (ru)   |
| 21 septembre  | Kóstas Papakóstas                 | Militaire et un homme politique chypriote.                                                                                             | 75    | (en)   |
| 22 septembre  | Yogi Berra                        | Joueur américain de baseball. | 90    |        |
| 22 septembre  | Richard G. Scott                  | Ingénieur américain. | 86    | (en)   |
| 23 septembre  | Tor Arneberg                      | Skipper norvégien, médaillé d'argent aux Jeux olympiques d'été de 1952.                                                                | 90    | (en)   |
| 23 septembre  | Jean-Marie Drot                   | Écrivain et documentariste français.                                                                                                   | 86    |        |
| 23 septembre  | Dragan Holcer                     | Footballeur yougoslave, puis croate.                                                                                                   | 70    | (de)   |
| 23 septembre  | Humberto Martínez Morosini (es)   | Journaliste péruvien, présentateur du journal de Panamericana Televisión.                                                              | 86    | (es)   |
| 23 septembre  | Denis Sonet                       | Prêtre catholique et sexologue français.                                                                                               | 89    |        |
| 24 septembre  | Uğur Dağdelen                     | Footballeur turc. | 41    | (tr)   |
| 24 septembre  | Kikujirō Fukushima                | Photojournaliste japonais. | 94    | (en)   |
| 24 septembre  | Pierre Jagoret                    | Homme politique français. | 87    |        |
| 24 septembre  | Hugo Saint-Cyr                    | Comédien québécois. | 36    |        |
| 24 septembre  | Wang Zhongshu                     | Archéologue chinois. | 90    | (zh)   |
| 25 septembre  | Carlos Anibal Altamirano Argüello | Prélat catholique équatorien. | 73    | (es)   |
| 25 septembre  | Claudio Baggini                   | Prélat catholique italien. | 79    | (it)   |
| 25 septembre  | Bill Bridges                      | Basketteur américain. | 76    | (en)   |
| 25 septembre  | Tommie Green                      | Basketteur américain. | 59    | (en)   |
| 25 septembre  | Christopher Jackson               | Organiste, claveciniste et chef de chœur canadien.                                                                                     | 67    | (en)   |
| 25 septembre  | Manuel Oltra                      | Compositeur espagnol. | 93    | (es)   |
| 25 septembre  | Hubert d'Ornano (pl)              | Chef d'entreprise français, fondateur de Sisley.                                                                                       | 89    |        |
| 25 septembre  | Carol Rama                        | Artiste peintre italienne. | 97    |        |
| 26 septembre  | Herri ar Borgn                    | Écrivain et poète français de langue bretonne.                                                                                         | 78    |        |
| 26 septembre  | Roger Dérieux                     | Peintre français rattaché à l'école de Paris.                                                                                          | 93    |        |
| 27 septembre  | Wilton Felder                     | Saxophoniste, bassiste et compositeur américain.                                                                                       | 75    | (en)   |
| 27 septembre  | John Guillermin                   | Réalisateur, producteur et scénariste franco-britannico-américain.                                                                     | 89    | (en)   |
| 27 septembre  | Pietro Ingrao                     | Homme politique, journaliste et partisan italien, directeur de L'Unità (1947-1957) et président de la Chambre des députés (1976-1979). | 100   |        |
| 28 septembre  | Catherine E. Coulson              | Actrice américaine. | 71    |        |
| 28 septembre  | Ignacio Zoco                      | Footballeur espagnol. | 76    | (es)   |
| 29 septembre  | Claude Dubar                      | Sociologue français. | 69    |        |
| 29 septembre  | Hellmuth Karasek                  | Journaliste et écrivain allemand. | 81    | (de)   |
| 29 septembre  | Gil Mayer                         | Hockeyeur sur glace canadien. | 85    | (en)   |
| 29 septembre  | Frédéric-Guillaume de Prusse      | Historien allemand, prince de Prusse.                                                                                                  | 76    | (de)   |
| 29 septembre  | Jean Ter-Merguerian               | Violoniste français. | 83    |        |
| 29 septembre  | Phil Woods                        | Saxophoniste alto américain et clarinettiste de jazz.                                                                                  | 83    | (en)   |
| 30 septembre  | Marcel Busson                     | Artiste peintre français. | 102   |        |
| 30 septembre  | Claude Dauphin                    | Entrepreneur français. | 64    |        |
| 30 septembre  | Pierre de Bellefeuille            | Journaliste, écrivain et homme politique québécois.                                                                                    | 92    |        |
| 30 septembre  | Antje Huber                       | Femme politique allemande. | 91    | (de)   |
| 30 septembre  | Marcel Jamagne                    | Pédologue français. | 83    |        |